# Chrysopilus caligatus
Chrysopilus caligatus Santos & Amorim, 2007 è un dittero appartenente alla famiglia Rhagionidae.

## Etimologia
Il nome proprio della specie deriva dal latino caligatus, che indica soldato comune, in riferimento alle striature delle ali di colore marrone, simili alla colorazione di una giacca militare.

## Caratteristiche
L'olotipo maschile rinvenuto ha lunghezza totale è di 9,0-9,5mm; la lunghezza delle ali è di 6,0-6,6mm.

## Distribuzione
La specie è stata reperita nel Brasile meridionale: l'olotipo maschile è stato reperito nello stato di Rio de Janeiro, nella mesoregione di Centro Fluminense, nei pressi del comune di Nova Friburgo.

## Tassonomia
Al 2015 non sono note sottospecie e dal 2007 non sono stati esaminati nuovi esemplari.